# Forsters stern
De Forsters stern (Sterna forsteri) is een middelgrote zeevogel uit de familie van de meeuwen (Laridae) en de geslachtengroep sterns (Sternini). De vogel is vernoemd naar de bioloog Johann Reinhold Forster.

## Kenmerken
De vogel is een kleine stern, 33 tot 36 cm lang met een vleugelspan van 64 tot 70 cm en lijkt op de visdief. De vogel heeft een bleekgrijze bovenkant en witte onderkant. De poten zijn rood en de bek is rood met zwarte puntjes. In de winter wordt het voorhoofd wit en is er een karakteristieke zwarte oogmasker te zien. De jongeren zijn vergelijkbaar met de volwassen dieren. De roep is een hard geluid vergelijkbaar met een kokmeeuw.

## Voedsel
De vogel voedt zich voornamelijk met vis, die in duikvlucht uit het water wordt gehaald, maar vangt ook insecten.

## Voortplanting
De vogel broedt in kolonies in moerasgebieden en nestelt in een kuiltje op de grond. Er worden drie of meer eieren gelegd. 

## Verspreiding
De stern broedt in de binnenlanden van Noord-Amerika, van het zuidelijke deel van Centraal-Canada via de Verenigde Staten tot noordoostelijk Mexico en migreert in de winter naar het zuiden naar het Caribisch Gebied en het noorden van Zuid-Amerika.
De Forsters stern is zeldzaam in West-Europa, maar heeft verschillende malen overwinterd in Ierland en Groot-Brittannië in een gebied velen malen noordelijker dan elke andere stern. In Nederland is het een dwaalgast met zes bevestigde waarnemingen.

## Status
De grootte van de populatie wordt geschat op 120 duizend vogels. Op de Rode lijst van de IUCN heeft deze soort de status niet bedreigd.

## Afbeeldingen

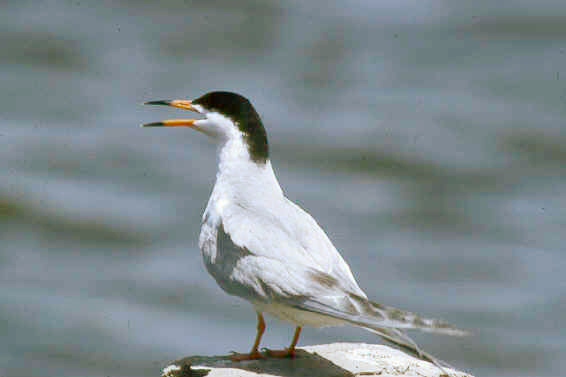